# Old Fort 157B
Old Fort 157B är ett reservat i Kanada.   Det ligger i provinsen Saskatchewan, i den centrala delen av landet, 2 300 km väster om huvudstaden Ottawa.
I omgivningarna runt Old Fort 157B växer i huvudsak barrskog. Trakten runt Old Fort 157B är nära nog obefolkad, med mindre än två invånare per kvadratkilometer.